# カネボウ化粧品
株式会社カネボウ化粧品（カネボウけしょうひん、英: Kanebo Cosmetics Inc.）は、東京都中央区に本社を置く化粧品会社。旧カネボウ株式会社から化粧品事業を切り離して2004年（平成16年）5月に発足した。東京証券取引所プライム市場上場の花王株式会社の完全子会社。2008年にカネボウグループが解体・整理されてからは唯一カネボウを名乗る会社である。
カネボウ化粧品の2004年度の日本国内の化粧品出荷高は181,554百万円（つまりおよそ1816億円）。 シェアに関しては7.9%であり、それは資生堂（1位）、花王（2位）に次ぐものであった 。

## 沿革
- 1887年（明治20年）5月6日 - 東京綿商社として創業。
- 1893年（明治26年） - 鐘淵紡績株式会社に商号変更。
- 1936年（昭和11年） - 「絹石鹸」発売。
- 1949年（昭和24年） - 鐘淵化学工業の分離とともに、化粧品事業も同社事業として譲渡。
- 1950年（昭和25年） - カネボウ陸上競技部創部。
- 1961年（昭和36年） - 鐘淵化学工業から化粧品事業を買収。
- 1967年（昭和42年） - カネボウ化粧品販売株式会社を設立。
- 1971年（昭和46年） - 鐘紡株式会社に商号変更。
- 1975年（昭和50年） - カネボウブティック株式会社を設立。
- 1981年（昭和56年） - カネボウ化粧品が鐘紡に合併され、カネボウ化粧品本部となる。
- 1982年（昭和57年） - ヘアケアブランド「SALA（サラ）」発売。
- 1984年（昭和59年） - 「レディ80BIOリップスティック」発売。
- 1989年（平成元年） - 美白ブランド「BLANCHIR（ブランシール）」発売。
- 1992年（平成4年） - 落ちない口紅「テスティモ」発売。
- 1994年（平成6年） - カネボウコスメット株式会社を設立。
- 1996年（平成8年） - 専門店専用ブランド「TWANY（トワニー）」発売。
- 1997年（平成9年） - セルフメイクアップブランド「KATE（ケイト）」発売。
- 2000年（平成12年） - セルフブランド「EVITA（エビータ）」発売。
- 2001年（平成13年） - カネボウ株式会社に商号変更[4]。
- 2004年（平成16年）
  - 2月 - カネボウ株式会社とメインバンクの三井住友銀行が、カネボウの化粧品事業部門への支援を産業再生機構へ要請。
  - 3月10日 - 産業再生機構が支援を決定。
  - 5月7日 - カネボウの子会社であるカネボウブティックへ化粧品事業が移管され、同時に株式会社カネボウ化粧品へ商号変更。
- 2006年（平成18年）
  - 1月31日 - 花王株式会社の完全子会社に移行。同時に旧カネボウ本体より「カネボウ」の商標権が譲渡された。
  - 10月 - カネボウ陸上競技部の運営権をカネボウ・トリニティ・ホールディングス株式会社（旧・カネボウ株式会社）から譲受
- 2007年（平成19年） - トータルメイクアップブランド「COFFRET D'OR（コフレドール）」、高機能エイジングケアシリーズ「DEW SUPERIOR（デュウ スペリア）」発売。
- 2008年（平成20年） - 美白ブランド「BLANCHIR SUPERIOR（ブランシール スペリア）」発売
- 2009年（平成21年）
  - カネボウトータルビューティアカデミー開校。
  - カネボウコスメティックスロシアLLC設立。
  - スイス・インターラーケンの5ツ星ホテル「ヴィクトリア・ユングフラウ・グランドホテル＆スパ」に「SENSAI SELECT SPA（センサイ・セレクト・スパ）」を開設。
- 2011年（平成23年）5月6日 - 本社を花王株式会社本社内に移転（本店は虎ノ門のまま）。カネボウコスメティックスマレーシアSdn.Bhd.設立。中国で現地生産ブランド「AQUA LUNASH（アクア ルナッシュ）」を発売し化粧品専門店流通に参入。
- 2012年（平成24年）- カネボウコスメティックス韓国Ltd.設立。
- 2013年（平成25年）7月 - ロドデノールを用いた美白化粧品群が、使用者に深刻な白斑症状を引き起こすことが発覚し、大規模自主回収という事態となる。
- 2014年（平成26年）
  - 花王への組織統合（研究・生産）。
  - 「頭皮スキンケア」発想のヘアエイジングケアブランド「L’EQUIL（リクイール）」を発売。
  - 「DEW」ブランドから新エイジングケアシリーズ「DEW（デュウ）ボーテ」発売。
  - 「KATE」がグローバルでの成長戦略を深耕。
- 2015年（平成27年）
  - 高価格男性スキンケア市場に参入、「LISSAGE MEN（リサージ メン）」発売。
  - 「トータルビューティカウンセリング」スタート。
  - 花王ミュージアム・カネボウゾーン新設。
- 2016年（平成28年）
  - 新グローバルブランド「KANEBO」発売。
  - 「第1回 KaneboトータルビューティカウンセリングAWARDカウンセリングコンテスト 全国大会」開催。
  - 化粧品事業80周年を迎える。
- 2022年（令和4年）10月1日 - カネボウ陸上競技部の運営が親会社の花王へ移管され、名称が花王陸上競技部に変更となった[5]。

## 主なブランド

### カネボウ化粧品
スキンケア
- BLANCHIR（ブランシール）- 美白化粧品。※ 自主回収製品[6]
- Free plus（フリープラス）
- suisai（スイサイ） ※自主回収製品を含む[6]

スキンケア、ベースメイク
- BLANCHIR SUPERIOR（ブランシール スペリア）
- DEW SUPERIOR（デュウ スペリア）
- FAIR CREA（フェアクレア）
- DOLTIER（ドルティア）
- RAPHAIE（ラファイエ）

ベースメイク、ポイントメイク
- COFFRET D'OR（コフレドール） ※T'ESTIMOとREVUEを統合した、2007年（平成19年）12月誕生の新トータルメイクアップブランド

トータル
- TWANY（トワニー） ※自主回収製品を含む[6]

### 旧カネボウコスメット
- Lavshuca（ラヴーシュカ）
- ALLIE（アリー）
- KATE（ケイト）
- media（メディア）
- EVITA（エビータ）
- Liftulle（リフトゥール）
- Freshel（フレッシェル）
- PreciousTurn（プレシャスターン）
- TIFFA（ティファ）
- Petit Garden（プチガーデン）
- 薬用紫電改（やくようしでんかい）
- NUDY（ヌーディ）
- EROICA（エロイカ）※
- VALCAN（バルカン）※
- VALCAN II（バルカン ツー）
- BUTTON DOWN CLUB（ボタンダウンクラブ）
- 9 Nine O'Clock（ナインオクロック）

※印の製品の業務用（補充）サイズは、花王プロフェッショナル・サービスよりホテル・旅館向けに発売されている。その他の製品の業務用は、主にカネボウコスミリオンから発売されている。

### カネボウコスミリオン扱い
- 潤（うるり）

### 百貨店向け
- Kanebo（カネボウ）
- LUNASOL（ルナソル）
- IMPRESS（インプレス）　※自主回収製品を含む[6]
- ROSY AROMA（ロージーアロマ）
- WHITE AROMA（ホワイトアロマ）
- CENTURY（センチュリー）
- RMK（アールエムケイ）

### コンビニ向け
- MFC（エムエフシー） - ファミリーマート限定（販売はカネボウコスミリオン）

### 業務用製品
- Sofy（ソフィ） - 業務用ヘアケア・ヘアメイク製品。理美容院向けであるが、一部ドラッグストアでも購入可能。（販売はカネボウコスミリオン）
- Jake!（ジェイク） - 旅館・ホテル向け男性化粧品。かつては旧カネボウコスメットより家庭用に販売されていた。なお現在、個人での（家庭用使用を目的とした）購入は原則不可である。（販売は花王プロフェッショナル・サービス）
- RELAXJEWEL（リラクジュエル） - 2013年2月発売。植物由来の香りで心とカラダに新しいエネルギーが満ちるアメニティケアブランド。（販売は花王プロフェッショナル・サービス）

## 以前あったブランド

### スキンケア
- REVUE FRAYA → FRAYA（レヴューフレイヤ→フレイヤ）
スイサイの前身の20代向けスキンケアブランド。スイサイ発売後も数年間併売された。
- REVUE（レヴュー〈スキンケア〉）
フレイヤの前身の20代向けスキンケアブランド。
- TIFFA（ティファ〈旧〉）
- TIFFA ARGA（ティファアルゲ）
レヴュー（スキンケア）の前身の20代向けスキンケアブランド。
2005年（平成17年）から発売されている同名のブランドとは別である。
- LADY80（レディ80〈スキンケア〉）
ティファ（旧）の前身の20代向けスキンケアブランド。「レディエイティ」と読み、1980年または1980年代を表す。
- DADA（ダダ）
50代以上向けスキンケアブランド。かつてはティファ→エビータルネージュ→ラファイエ→ダダ→アフィニークの序列で展開された。
その後、2005年（平成17年）のラファイエのリニューアルに伴いターゲット層が高齢化したため、ターゲットが重なるダダは存在意義が薄くなり、現行ブランドだが縮小が続いている。
- LUCIOLE（ルシオル）
40代向けスキンケアブランド。位置づけやコンセプトはかつてのエビータルネージュとほぼ同じである。
現在はドルティアやSUISAIプレミオリティが事実上の後継ブランドとして機能している。
- EVITA RENEGE（エビータルネージュ）
レディ80エビータの後継の30代 - 40代向けスキンケアブランド。本ライン消滅後、1999年（平成11年）に前述のルシオルが発売されるまで、このラインは途絶えていた。
上記のティファ（旧）と姉妹ブランド的な扱いで、CMや商品展開も両ブランド共同で行われることが多かった。
- LADY80 EVITA（レディ80エビータ）
エビータルネージュの前身の30代向けスキンケアブランド。
- COSMETIER（コスメティア）
フリープラスの前身の敏感肌用スキンケアブランド。
- WEIYOU（ウェイユー）
旧カネボウ時代末期に発売された通信販売限定ブランド。漢方を売りにしたが1年程度の短命で終わった。
- DEARLEST（ディアレスト）
ミレニアムリテイリンググループの百貨店数店舗のみで販売された。
- ASTY（アスティ）
- MORPHEE　EFINE（モルフェエフィーネ）
エフィーネの前進のスキンケアブランド。
- FIE（フィエ）
10代向けスキンケアブランド。

### スキンケア・ベースメイク
- AFFINIQUE（アフィニーク）
センチュリーの前身の最高級ブランド。現行ブランドだが縮小が進んでいる。
- DEW（デュウ）
DEWスペリアの前身ブランド。現行ブランドだが縮小が進んでいる。
- CHYRIA（キリア）
レヴューの前身ブランド。
- HF EX（アシュエフEX）
インプレスの前身の百貨店専用ブランド。
- YUSUI（ユースイ）
百貨店専用かつ化粧品事業分離化後の新ブランド第1号。現行ブランドだが縮小が進んでいる。
- MORPHEE（モルフェ）
30代向けブランド。モルフェエフィーネの前進ブランド。
- EFINE（エフィーネ）
エフィーネレビュー（ベースメイク）の前進ブランド。

### ベースメイク・ポイントメイク
- REVUE（レヴュー）
- T'ESTIMO（テスティモ）
以上はコフレドールに統合。共に現行ブランドだが縮小が進んでいる。
- Kanebo（カネボウ）
1989年（平成元年） - 1990年（平成2年）の一時期発売されたノーブランドのポイントメイク品。位置付けは「BIO Fitnet」と同じくテスティモの前身。
- LADY80 BIO → BIO Fitnet（レディ80バイオ→バイオフィットネット）
テスティモの前身の主力メイクブランド。CMなどでは「BIO」と略された場合が多い。
現時点で当時のアイドルの起用やキャンペーンとCMソングの大々的なタイアップを行った最後のブランドである。
「レディ80BIO」時代はベースメイクも発売されていたが「BIO Fitnet」になった際にベースメイクはウィンセラミィ（後述）として独立した。
- LADY80（レディ80〈メイク〉）
レディ80BIOの前身の主力ブランド。
- IF（イフ）
レディ80の前身の主力ブランド。
- JOESET（ジョゼ）
- EVITA DUY（エビータデュイ）
レディ80エビータの後継の30代向けメイクブランド。
上記のレディ80BIOと姉妹ブランド的な扱いで、CMや商品展開も両ブランド共同で行われることが多かった（「ノーブルレッド」「かぐや姫」「70colors」など）。
- LADY80 EVITA（レディ80エビータ）
エビータデュイの前身の30代向けメイクブランド。
- LADY80 AVA（レディ80アバ）
モード志向の強いメイクブランド。
- MYUK（ミューク）
若年層向けポイントメイクブランド。
- it be → it be switch（イットビー→イットビースウィッチ）
業界初のコンビニ専用ブランド。販売はカネボウコスミリオン。
- NAVI（ナビ）
ナビレヴューの前身の春夏用ベースメイクブランド。
- SUNCERAMY（サンセラミィ）
ナビの前身の春夏用ベースメイクブランド。
その後12年間カネボウのイメージガールを務めることになる鈴木保奈美をはじめ、麻生祐未や大塚寧々が本ブランドでCMに初出演した。
- FRESHEL（フレッシェル〈旧〉）
レディ80の前身の春夏用ベースメイクブランド。
現在発売されている同名のブランドとは別である。
- WINCERAMY（ウィンセラミィ）
エフィーネレビュー（ベースメイク）の前身の秋冬用ベースメイクブランド。
- COFFRET D'OR（コフレドール） 
T'ESTIMOとREVUEを統合した、2007年（平成19年）12月誕生のトータルメイクアップブランド。2024年（令和6年）9月までに全製品の製造を終了した。既存の「KATE」や親会社の花王が扱う「Primavista（プリマヴィスタ）」が代替ブランドとなる。

### トータル
- YEAH!（イェイ!）
- PSSST!（シー!）
以上はローティーン向けに企画・販売された。またYEAH!は玩具店ルートで販売された。
- BIO（バイオ）
低価格ブランド。スキンケアとしては現行ブランドだが縮小が進んでいる。
前述のレディ80BIOとは別ブランドである。
- HF（アシュエフ）
- ADESSO（アデッソ）
以上はルナソルの前身の百貨店専用ブランド。
- CHIC CHOC（シックショック）
- OLIVE DES OLIVE（オリーブ・デ・オリーブ）
- Cynthia Rowlie（シンシア・ローリー）
以上は主にバラエティショップ向けに販売された。花王との経営統合に伴う事業範囲見直しやバラエティショップにおける外資系比率の高まりにより、バラエティショップ専用ブランドは消滅した。

### フレグランス
- iffi（イフィー）
低価格フレグランスブランド。「Fresh Cologne」をリブランドしたもので、「湯あがりの香り」「サラの香り」は引き継がれた。他の種類もある。瓶やラベルのデザインが何度かリニューアルされている。
花王との経営統合に伴う事業範囲見直しにより、花王の「リーゼ」やニベア花王の「エイト・フォー」へ機能統合。なお、このポジションは「SALA」や「ヌーディ」が受け継ぐ。
- FRESH COLOGNE（フレッシュコロン）
低価格フレグランスブランド。「iffi」の前身。1980年頃に発売され大ヒット商品となった資生堂の「シャワーコロン」に対抗して発売、10代をメインターゲットとした。シトラス系をメインとしたシャワーコロンに対し、「湯あがりの香り」「サラの香り」とせっけん・シャンプー系の香りをラインナップ。のちに種類が増えた。発売以来、瓶やラベルのデザインが何度かリニューアルされている。

### ヘアケア
- マジShan（マジシャン）
髪から身体まで一気に洗えるリンスイン全身シャンプー。旧カネボウ時代に販売終了。
- Fashion Color（ファッションカラー）
白髪用ヘアカラー。旧カネボウ時代に販売終了。このポジションは「SALA」が受け継いだ。
- SALA（サラ）
旧カネボウコスメットから承継したブランド。2024年12月に全製品の製造終了。

### メンズ
- SexAngle（セクサングル）
女性を惹きつけるフェロモナブレンドの男性用フレグランス。
- EROICA VALIANT（エロイカバリアント）
柑橘系の香り。
- HairWildBond（ヘアワイルドボンド）
- Zanax（ザナックス）
- DEVICE（デバイス）

### その他
- VITA ROSSO（ヴィタロッソ）
カプサイシン、ラズベリーケトンを配合したダイエットサプリメントなど。旧カネボウ時代に販売終了後はしばらく代替製品がなかったが、花王の完全子会社に移行したことにより、このポジションは同社のヘルシアに引き継がれた。

## 販売推進・宣伝活動

### イメージキャラクター
現在
- 松雪泰子 DEW SUPERIOR（デュウ スペリア）
- 原田美枝子 RAPHAIE（ラファイエ）
- 今井美樹 EVITA（エビータ）2015年8月 -
- 長谷川京子 Freshel（フレッシェル）2015年2月 -
- 藤原紀香 suisai（スイサイ）2010年2月 -
- 瀬戸朝香 EVITA FIRSTAGE（エビータ・ファーステージ）2012年2月 -
- 黒木メイサ KATE TOKYO（ケイト トウキョウ）2012年8月 -
- 永作博美 COFFRET D'OR（コフレドール）2012年9月 - 、並行して親会社・花王CMにも出演
- 長澤まさみ COFFRET D'OR（コフレドール）2015年2月 - 、並行して親会社・花王CMにも出演
- 滝沢眞規子 COFFRET D'OR（コフレドール）2016年2月 - [7]
- SHELLY うるり 2013年2月 - 、並行して親会社・花王CMにも出演
- IKKO うるり 2013年2月 -
- 本田翼 Lavshuca（ラヴーシュカ）2013年9月 - 、並行して親会社・花王CMにも出演
- 戸田恵子 COFFRET D'OR Gran　2013年9月 -
- 宮脇咲良（HKT48）2017年2月1日配信、KATE TOKYO「メタルグラマーアイズ」Special Movie 絵画に隠されたヒミツ | Amazing Girl's Sketchに出演
- 田中みな実 DEW（デュー）2024年2月 - 、並行して親会社・花王CMにも出演

過去
- 森富雄 EROIKA(エロイカ) 1970 - 1971年

COFFRET D'OR（コフレドール）
- 沢尻エリカ - 2007年12月 - 2009年9月※所属事務所から解雇通告を受け、それと同時にCM契約も終了。
- 中谷美紀 - 2007年12月 - 2010年10月
- 常盤貴子 - 2007年12月 - 2010年10月
- 柴咲コウ - 2007年12月 - 2010年10月
- 北川景子  - 2007年12月 - 2010年10月 ※2013年6月より再登板
- ALICE 2010年11月 - 2011年4月
- 小泉里子 2010年11月 - 2011年4月
- 有村実樹 2010年11月 - 2011年4月
- 宮坂絵美里　2010年11月 - 2011年4月
- TOMMY 2011年5月 - 2011年11月
- AKEMI 2011年5月 - 2011年11月
- 平子理沙　2010年11月 - 2012年秋冬製品ポイントメイク部門まで
- 桜井裕美　2011年5月 - 2011年11月
- 野沢和香　2011年5月 - 2012年6月
- SHELLY　2011年12月 - 2012年6月
- 西尾由佳理 COFFRET D'OR（コフレドール）2012年9月 - 2013年
- 加藤あい COFFRET D'OR（コフレドール）2014年2月 - 2015年
- May J. COFFRET D'OR（コフレドール）2014年12月 - 2015年
- 北川景子 COFFRET D'OR（コフレドール）2007年12月 - 2010年11月、2013年6月 - 2016年2月

T'ESTIMO（テスティモ）
- 山田優
- 瀬戸朝香
- 松雪泰子
- 稲森いずみ - FAIRCREA（フェアクレア）
- 藤原紀香
- 加藤あい - FREYA（フレイア）
- 木村拓哉
- 秋本祐希
- 宮本亜門
- 大塚寧々
- 鶴田真由
- 杏里
- 鈴木保奈美
- 小雪
- 水川あさみ 2007年

REVUE（レヴュー）
- 鈴木保奈美 - REVUE、エフィーネ・レヴュー
- 水野真紀 - REVUE、NAVI（ナヴィ）
- 川合千春（鈴木保奈美と共演） - REVUE
- スキャットマン・ジョン（鈴木保奈美と共演） - REVUE
- 秋本祐希 - REVUE
- 華原朋美 - Bronzelove（ブロンズラヴ）、エステクチュール
- 藤原紀香 - Bronzelove、エステクチュール、REVUE
- 稲森いずみ - REVUE
- 国分佐智子 - REVUE
- 米倉涼子 - REVUE
- 菊川怜 - REVUE、FREYA（フレイア）
- 加藤あい - REVUE

FAIRCREA（フェアクレア）
- 麻生祐未
- 稲森いずみ
- 鈴木京香（フェアクレア ホワイト）

KATE（ケイト）
- OLIVIA
- Fayray
- 中島美嘉　2002年 - 2010年6月
- 木村カエラ　2010年7月 - 2012年7月

SALA（サラ）
- 吉田真希子 SALA（サラ）
- 大塚寧々 SALA（サラ）
- 森高千里　SALA（サラ）、海のうるおい藻（電話 (森高千里の曲)も参照）
- 安倍なつみ
- 米倉涼子
- 麻生久美子
- 沢尻エリカ
- 北川景子 SALA（サラ）2009年4月 - 2016年2月

その他商品出演
- 酒井法子　Freshel（フレッシェル）
- いしだあゆみ　EVITA（エビータ）
- 香取慎吾　NUDY、テスティモ
- 伊勢谷友介　NUDY
- 伊藤蘭・水谷豊夫妻 - ルシオル
- 梨花 - ミューク
- 大塚寧々 - テスティモ、サンセラミィ
- 鈴木保奈美 - レヴュー、エフィーネレヴュー、ナビレヴュー、エフィーネ、サンセラミィ、ウィンセラミィ、BIOフィットネット、エビータデュイ
- 古手川祐子 - レディ80エビータ、エビータルネージュ、エビータデュイ、ティファ、イレーヌサンデュー
- 水野真紀　プレシャスターン、レヴュー、ナビ
- 阿木燿子
- 川合千春 - ナビレヴュー
- 佐藤友美
- 斉藤有紀子 - ルージュ'90
- ジュリー・ドレフュス - ルージュ'90
- 麻生祐未 - アイカラー、ティファ、ティファアルゲ、エビータルネージュ、サンセラミィ、レディ80、モルフェ、フェアクレア
- 南野陽子 - BIOフィットネット、エビータデュイ
- 浅香唯 - サンセラミィ、デバイス
- 工藤静香 - BIOフィットネット
- 沢口靖子 - レディ80、レディ80BIO、エフィーネ、Freshel（フレッシェル）、エビータデュイ
- 西山由美 - サンセラミィ
- 小泉今日子 - レディ80BIO
- 松田聖子 - レディ80BIO
- 国生さゆり - レディ80BIO、エビータデュイ
- 広田恵子 - レディ80AVA
- 松原千明 - レディ80エビータ
- 久野綾希子 - レディ80エビータ
- 山田五十鈴 - レディ80エビータ、フローテス、フェアクレア
- 城戸真亜子 - フレッシェル
- 夏目雅子 - レディ80、モンソレイユ、フローテス、フェアクレア
- 服部真湖 - サンケーキ（78'夏のキャンペーンガール）
- 浅野ゆう子 - フレッシェル
- 中井貴恵 - リップスティックツィニー
- 中島はるみ　（マイデイト・ミルキィモイスト）
- 壇ちひろ
- 郷ひろみ - ザナックス
- 江川卓 - デバイス（浅香唯と共演）
- マルチェロ・マストロヤンニ - VALCAN
- オリビア・ハッセー - イフ
- ブルック・シールズ - レディ80
- リン・フレデリック - モルフェ
- 春香　「BLANCHIR」（ブランシール）
- ジュリアナ Lavshuca（ラヴーシュカ）2006年
- PUFFY Lavshuca（ラヴーシュカ）2007年 - 2010年
- パレット・キャット　1982年春の化粧品キャンペーン「浮気なパレット・キャット」のPR用に開発したネコのキャラクターで、ペルシャ猫とシャム猫の合いの子[8]。
- 小池玉緒　上記キャンペーンのモデル
- 加藤あい ALLIE（アリィー）2008年3月 - 2011年1月
- 深津絵里 BLANCHIR（ブランシール）
- 小林聡美　Freshel（フレッシェル）2008年3月 - 2015年1月
- 北川景子 ALLIE（アリィー）2011年2月 - 2016年2月
- 風吹ジュン EVITA（エビータ）
- 樋口可南子 EVITA（エビータ）

### 代表的なCMソング
2004年6月23日に同化粧品のコマーシャル・ソングのみを集めたコンピレーション・アルバム『Belle 〜 Kanebo Hit Songs』がソニー・ミュージックダイレクトから発売された。
- Bonjourお目、目さん。（アラン・シャンフォー、1975年秋）
- ギンザ・レッド・ウィ・ウィ（デイヴ、1976年春）
- 僕のサラダガール（ゴダイゴ、1976年夏）
- 黒い瞳はお好き?（グラシェラ・スサーナ、1976年秋・冬）
- シャンテ・シャンテ・ピンキッシュ（ジュリー・バタイユ、1977年春）
- OH!クッキーフェイス（ティナ・チャールズ、1977年夏）
- ワインカラーのときめき（新井満、1977年秋・冬）
- 愛の女王蜂（塚田三喜夫、1978年春）
- Mr.サマータイム（サーカス、1978年夏）
- 薄化粧（サーカス、1978年秋）
- ひとつ年上（宮本典子、1978年冬）
- 君は薔薇より美しい（布施明、1979年春／橘慶太、2023年 - 、「KANEBO」）
- サマー・チャンピオン（浅野ゆう子、1979年夏）
- セクシャルバイオレットNo.1（桑名正博、1979年秋）
- きみはどこまで美しくなるのか。（因幡晃、1979年冬）
- 唇よ、熱く君を語れ（渡辺真知子、1980年春／Crystal Kay、2020年 - 、「KANEBO」）
- ビューティフル・エネルギー（甲斐バンド、1980年夏）
- How many いい顔（郷ひろみ、1980年秋）
- 灰色の季節（加藤登紀子、1980年冬）
- 春咲小紅（矢野顕子、1981年春）
- 君に、クラクラ（スカイ、1981年夏）
- キッスは目にして!（ザ・ヴィーナス、1981年秋・冬）
- 浮気な、パレット・キャット（HOUND DOG、1982年春）
- 赤道小町ドキッ（山下久美子、1982年夏）
- すみれ September Love（一風堂、1982年秋・冬）
- 夢・恋・人。（藤村美樹、1983年春）
- 君に、胸キュン。（YMO、1983年夏）
- おまえにピタッ!（横浜銀蝿、1983年秋・冬）
- Rock'n Rouge（松田聖子、1984年春）
- 君たちキウイ・パパイア・マンゴーだね。（中原めいこ、1984年夏）
- ピンクのモーツァルト（松田聖子、1984年秋）
- 星化粧ハレー（HI-FI-SET、1984年冬）
- シンデレラは眠れない（ALFEE、1985年春）
- にくまれそうなNEWフェイス（吉川晃司、1985年夏）
- Love, かくし色（森山達也、1985年秋）
- プリンセス TIFFA（白井貴子& Crazy Boys、1985年冬）
- くちびるNetwork（岡田有希子、1986年春）
- ちょっとやそっとじゃCAN'T GET LOVE（中村あゆみ、1986年夏）
- ノーブルレッドの瞬間（国生さゆり、1986年秋・冬）
- 水のルージュ（小泉今日子、1987年春）
- くずせるものなら、くずしてごらん。（CLAXON、1987年夏）
- 吐息でネット（南野陽子、1988年春）
- C-Girl（浅香唯、1988年夏）
- MUGO・ん…色っぽい（工藤静香、1988年秋・冬）
- セブンティー・カラーズ・ガール（稲垣潤一、1989年春）
- Return to Myself 〜しない、しない、ナツ。（浜田麻里、1989年夏）
- MISTY〜微妙に〜（氷室京介、1989年秋・冬）
- 君のキャトル・ヴァン・ディス（スターダストレビュー、1990年春）
- 「トレンドは白。」のテーマ (白いMY LOVE)（栗林誠一郎、1990年夏）
- LADY NAVIGATION（B'z、1991年夏）
- スウィート・ソウル・レヴュー（ピチカート・ファイヴ、1993年夏）
- SU・SU・SU SUPER キ・レ・イ（スキャットマン・ジョン、1996年春）
- Hate tell a lie（華原朋美、1997年夏）
- たのしく たのしく やさしくね（華原朋美、1997年秋・冬）
- YOU DON'T GIVE UP（華原朋美、1998年春）
- SOUL LOVE（GLAY、1998年夏）
- 胸さわぎを頼むよ（SMAP、「T'ESTIMO（1996年）」）
- 甘い運命（UA、「T'ESTIMO」（1997年）」）
- ネッ! 〜女、情熱〜（大黒摩季、「T'ESTIMO II（1998年）」）
- 電話（森高千里、「SALA」）
- 恋のダンスサイト（モーニング娘。、「SALA」）
- イカSUMMER（ORANGE RANGE、「ALLIE」）
- Sea（木村カエラ、「KATE」）
- Smile! Happy good day（高橋洋子）

### かつての提供番組

#### テレビ
- 日本テレビ系
  - 火曜劇場
  - FAN→FUN
  - 火曜ドラマ
- TBS系
  - 月曜ロードショー
  - カネボウ木曜劇場
- フジテレビ系
  - クイズ!ヘキサゴンII
  - はねるのトびら
  - 土曜ドラマ
  - ジャンクSPORTS
  - フジテレビ火曜9時枠の連続ドラマ
  - 森田一義アワー 笑っていいとも!
  - めざましテレビ※花王名義に変更の上2022年まで継続、その後P&Gに提供交代
- テレビ朝日系
  - クイズプレゼンバラエティーQさま!!

#### ラジオ
- TBSラジオ
  - 五木寛之の夜

### スポーツ
- 花王陸上競技部 - 1950年（昭和25年）創部の（旧）カネボウの陸上競技部の運営を引き継ぎ、「カネボウ陸上競技部」の呼称のまま2006年よりカネボウ化粧品の陸上競技部として活動していた。2022年10月より親会社の花王へチームを移管し、チーム名を変更。
- 旧カネボウ時代には、阪神甲子園球場のバックネット裏フェンスとセンターバックスクリーンに、男性化粧品の広告を出していたことで知られる。また、同球場でのプロ野球公式戦でバックスクリーンに入ったホームランには、10万円相当の男性化粧品を贈呈していた。

## 白斑症状問題
カネボウ化粧品美白化粧品回収問題ともいう。
ロドデノールを使用した化粧品で「肌がまだらに白くなった」という訴えがあったため、2013年7月4日 に大規模自主回収を行うと発表し、使用者に対し、手元に問題の製品がある場合、使用を中止して送料着払いで送ることを求め、商品代金を返金する、と発表した。7月4日の自主回収発表の時点で把握していたのは症状は39例で、美白化粧品8ブランド、54製品、約103万個を自主回収すると発表したのだった。ところが、7月4日の自主回収発表の後、10万人を超える人たちから問い合わせがあり、そのうち6808人が肌に関する不安を訴え、また「5センチ以上」「顔に明らかな白斑」などの重い症状を訴えた使用者が2250人にものぼった。7月23日に社長の夏坂真澄が記者会見を行い、経緯の説明とお詫びの言葉を述べた。白斑症状を訴えている使用者が2250人と大きな数となったことについてコメントを記者から求められると、社長は「正直驚いている。（白斑などの症状は、自社製品が原因で起きたものではなく、顧客自身の）病気であるという思い込み、予断があった」と述べた。
同社長は同年9月に会見を開き「判断が誤っていたと痛感している。発症されたすべての方におわびする」と謝罪した。社長、会長らの役員報酬を9月分から6カ月減額（10％から50％）する処分も合わせて発表した。
本件が不祥事として取り上げられる要因は、カネボウ化粧品側の最初の被害情報の認知時期が2011年10月頃であり、化粧品利用者の症状と化粧品との因果関係について医師から指摘された時期が2012年10月頃であったことなどから、企業内の情報共有やリスク対応の体制に不備があり、結果的に症状を訴える化粧品利用者への対応も大幅に遅れた点にあると指摘された。

## テレビ番組
- 日経スペシャル カンブリア宮殿 「名門企業を復活させろ！～カネボウ化粧品の反撃～」（2008年3月10日、テレビ東京）- 出演：社長 知識賢治[13]。

## 関連書籍
- 『化粧品業界戦争の全貌』（著者:安田吉伸）（1987年8月20日、青年書館）ISBN 9784791803569
- 『化粧品業界再編地図 資生堂VS花王・カネボウ』（著者:島野清志）（2007年11月26日、ぱる出版）ISBN 9784827203745
- 『中国市場で成功する人材マネジメント 広汽ホンダとカネボウ化粧品中国に学ぶ』（著者:町田秀樹）（2010年2月4日、ダイヤモンド社）ISBN 9784478012819
- 『組織衰退のメカニズム 歴史活用がもたらす罠』（著者:松尾健治）（2022年6月17日、白桃書房）ISBN 9784561267638。 - 旧カネボウが戦後に衰退していくプロセスとメカニズムについて、史料や関係者の証言をもとに詳細に分析した経営学の書籍。